# Мобильное устройство
Цифровое мобильное устройство (то есть легко перемещаемое, портативное) — это любое небольшое устройство, которое обычно содержит дисплей и миниатюрную клавиатуру (позже был изобретён сенсорный экран с виртуальной клавиатурой). Первоначально это были в основном карманные устройства, но разнообразие таких устройств постоянно увеличивается. Устройства становятся более гибкими и могут выполнять различные функции, такие как запись и воспроизведение мультимедиа, подключение к видеочатам, подключение к Интернету, функции оплаты.
Мобильные устройства имеют операционную систему и могут запускать различные приложения, известные как мобильные приложения. Большинство из них также оснащены различными их типами (Wi-Fi, Bluetooth, GPS), которые позволяют подключаться к компьютерным сетям или другим аналогичным устройствам или, например, наушникам, а также с помощью технология Wi-Fi мобильное устройство может подвергаться различным атакам. Они часто оснащены одной или двумя миниатюрными цифровыми камерами, а их питание обеспечивается литиевой батареей.
Примером раннего мобильного устройства является персональный цифровой помощник (PDA, англ. personal digital assistant), также известный как Pocket PC. В первое десятилетие после 2000 года к мобильным устройствам были добавлены смартфоны, планшеты и устройства для чтения электронных книг. В качестве пользовательского интерфейса все чаще используются сенсорные экраны, а функциональные возможности расширяются, чтобы охватить настольные компьютеры и ноутбуки. Добавлены новые функции, такие как считыватели штрих-кода, RFID и считыватели смарт-карт. К 2010 году добавлены акселерометры, компасы, магнитометры и гироскопы, позволяющие реагировать на движение и определять ориентацию. Методы биометрической идентификации, такие как распознавание лиц или отпечатков пальцев, становятся все более и более популярными.
Производителями мобильных устройств являются HTC, LG, Motorola, Samsung, Apple и многие другие. В 2013 году 24 % подключенных мобильных устройств (в основном планшетов и смартфонов) в мире находились в Китае. Вопросы безопасности мобильных устройств играют важную роль с создании мобильных устройств.